# Dennis Williams
Dennis Francis Williams, (nacido el 27 de junio de 1965 en Charleston, Carolina del Sur) es un exjugador de baloncesto estadounidense. Con 1.96 m de estatura, su puesto natural en la cancha era el de alero.

## Trayectoria
- Universidad de Georgia  (1986-1987)
- Hapoel Tel Aviv B.C. (1987-1988)
- Jacksonville Hooters (1988)
- Hapoel Tel Aviv B.C. (1988-1989)
- Liga de Francia (1989-1990)
- Albany Patroons (1990-1991)
- Oklahoma City Cavalry (1990-1991)
- Yakima Sun Kings (1990-1992)
- Hapoel Holon (1991-1993)
- FC Barcelona (1993-1994)
- Fabriano Basket (1993-1994)
- Hapoel Haifa (1994-1995)
- Sidney Grider  (1995)
- Antalya Büyükşehir Belediyesi  (1995-1996)
- Piraikos (1996-1997)